# Adele Benetti
Adele Benetti, eigentlich Adelheid Karolina Sophie von Benigni zu Mildenberg (11. Oktober 1851 in Zadar, Kaisertum Österreich – 30. August 1926 in Prag) war eine österreichische Opernsängerin (Sopran) und Gesangspädagogin.

## Leben
Benetti stammte aus einer italienischen Patrizierfamilie. Ihr Vater war kaiserlicher österreichischer Offizier. Sie hatte ihre Gesangsstudien bei Caroline Prückner und Richard Levi absolviert und trat 1871 in den Verband des Theaters in Darmstadt. Sie war dann in Würzburg, am Hoftheater in Schwerin, drei Jahre am Brünner Stadttheater und an der Komischen Oper in Wien engagiert. Von 1877 bis 1885 war sie in Prag verpflichtet, musste aber ihre Karriere wegen des Verlusts ihrer Stimme vorzeitig beenden. Sie blieb in Prag und arbeitete danach als Gesangspädagogin.
Sie heiratete 1884 J. B. Gerl und 1897 A. Wiesner.